# József Marosi
József Marosi (Budapest, 16 ottobre 1934) è un ex schermidore ungherese, vincitore di una medaglia d'argento ed una di bronzo nella scherma ai giochi olimpici.